# Terulia woldai
Terulia woldai är en insektsart som beskrevs av Nielson 1982. Terulia woldai ingår i släktet Terulia och familjen dvärgstritar. Inga underarter finns listade i Catalogue of Life.